# 911 Агамемнон
911 Агамемнон (енгл. 911 Agamemnon) је Јупитеров тројански астероид са пречником од приближно 166,66 .
Афел астероида је на удаљености од 5,613 астрономских јединица (АЈ) од Сунца, а перихел на 4,906 АЈ. 
Ексцентрицитет орбите износи 0,067, инклинација (нагиб) орбите у односу на раван еклиптике 21,780 степени, а орбитални период износи 4406,833 дана (12,065 године). 
Апсолутна магнитуда астероида је 7,89 а геометријски албедо 0,044.
Астероид је откривен 19. марта 1919. године. Добио је име по краљу Агамемнону из Хомерове Илијаде.